# Tyranneutes
Tyranneutes is een geslacht van zangvogels uit de familie manakins (Pipridae).

## Soorten
De volgende soorten zijn bij het geslacht ingedeeld:
- Tyranneutes stolzmanni (Hellmayr, 1906) – Dwergtiranmanakin
- Tyranneutes virescens (Pelzeln, 1868) – Kleine tiranmanakin